# Wilhelmshaven
Wilhelmshaven je německý přístav v Dolním Sasku, který leží na břehu Severního moře v zálivu Jadebusen, příznivém místě pro zřízení námořní základny.
Oblast byla dlouho součástí Oldenburska, než ji od něj na základě smlouvy o Jade koupilo roku 1853 Pruské království, aby zde zřídilo námořní základnu, později pojmenovanou Wilhelmshaven. V roce 1869 zde proto pruský král Vilém I. Pruský založil válečný přístav pro nově budované pruské námořnictvo. Od 1. dubna 1937 byla oblast na základě zákona o Velkém Hamburku a dalších územních úpravách opět součástí Oldenburska, než došlo 23. srpna 1946 ke vzniku Dolního Saska. Dnes je město jedním z největších německých přístavů a hlavní základnou německého námořnictva v Severním moři. V roce 2022 byl ve Wilhelmshavenu vybudován terminál na překládku zkapalněného plynu o kapacitě 10 miliard kubíků ročně.

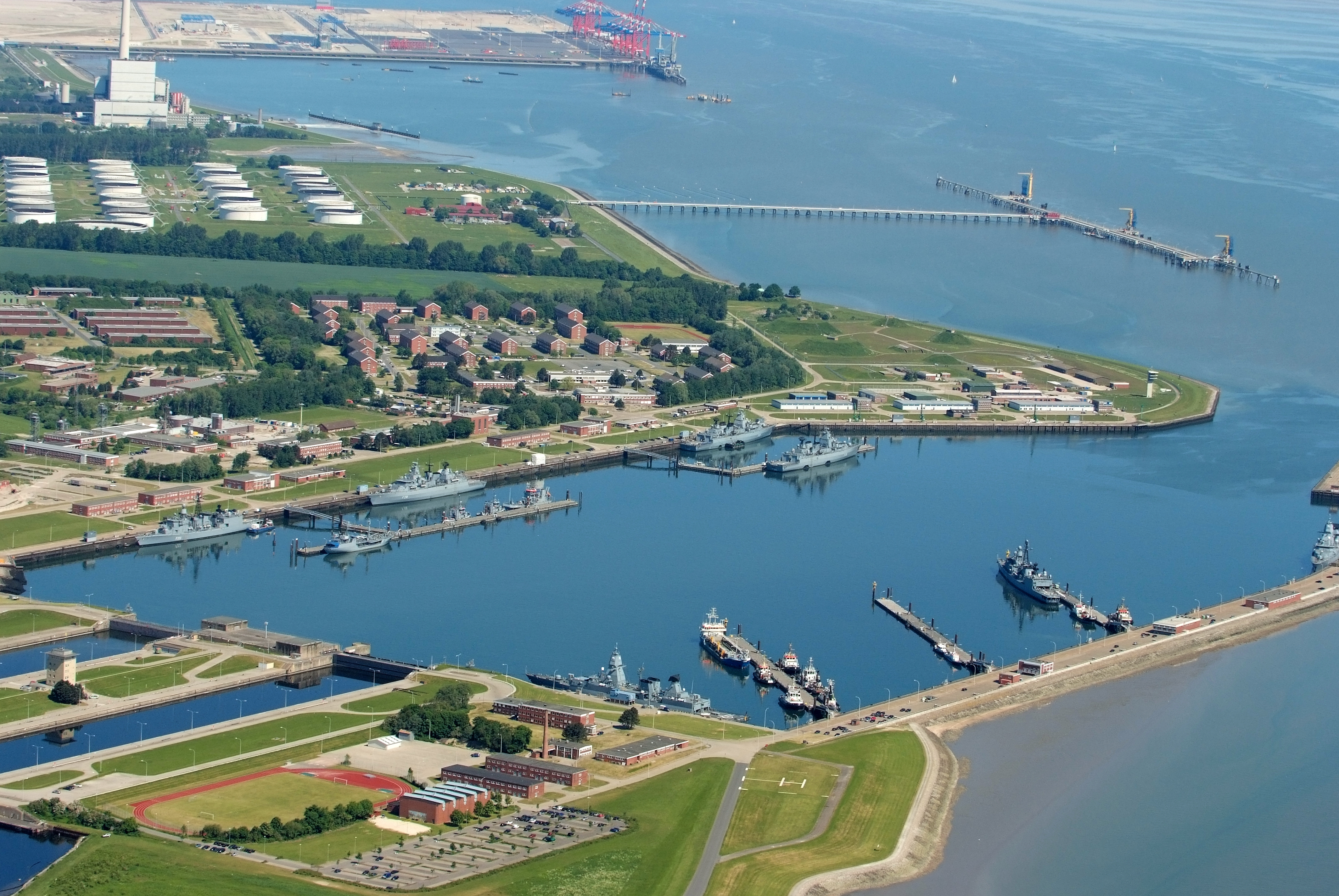
Námořní základna Bundeswehru
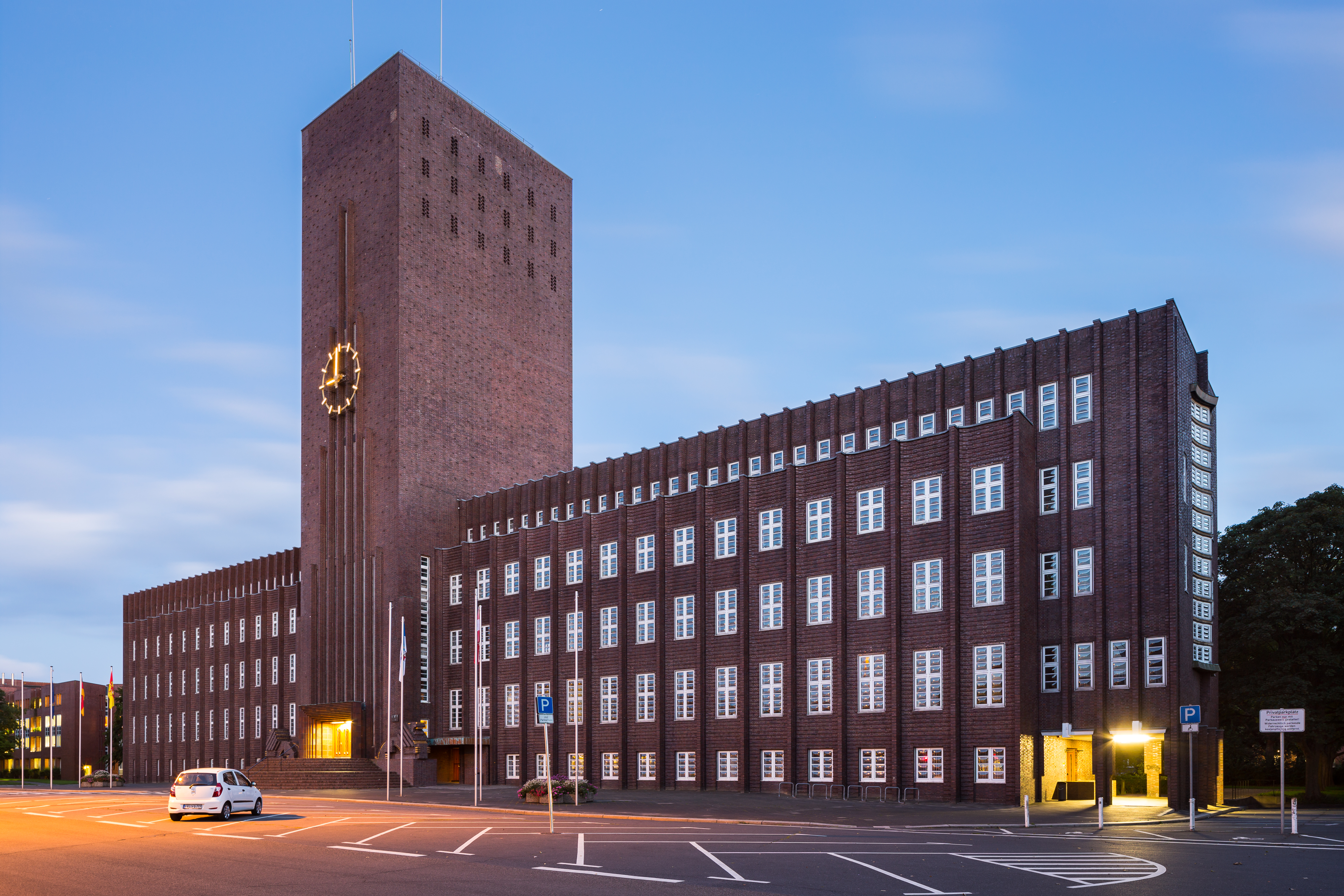
Radnice z roku 1929
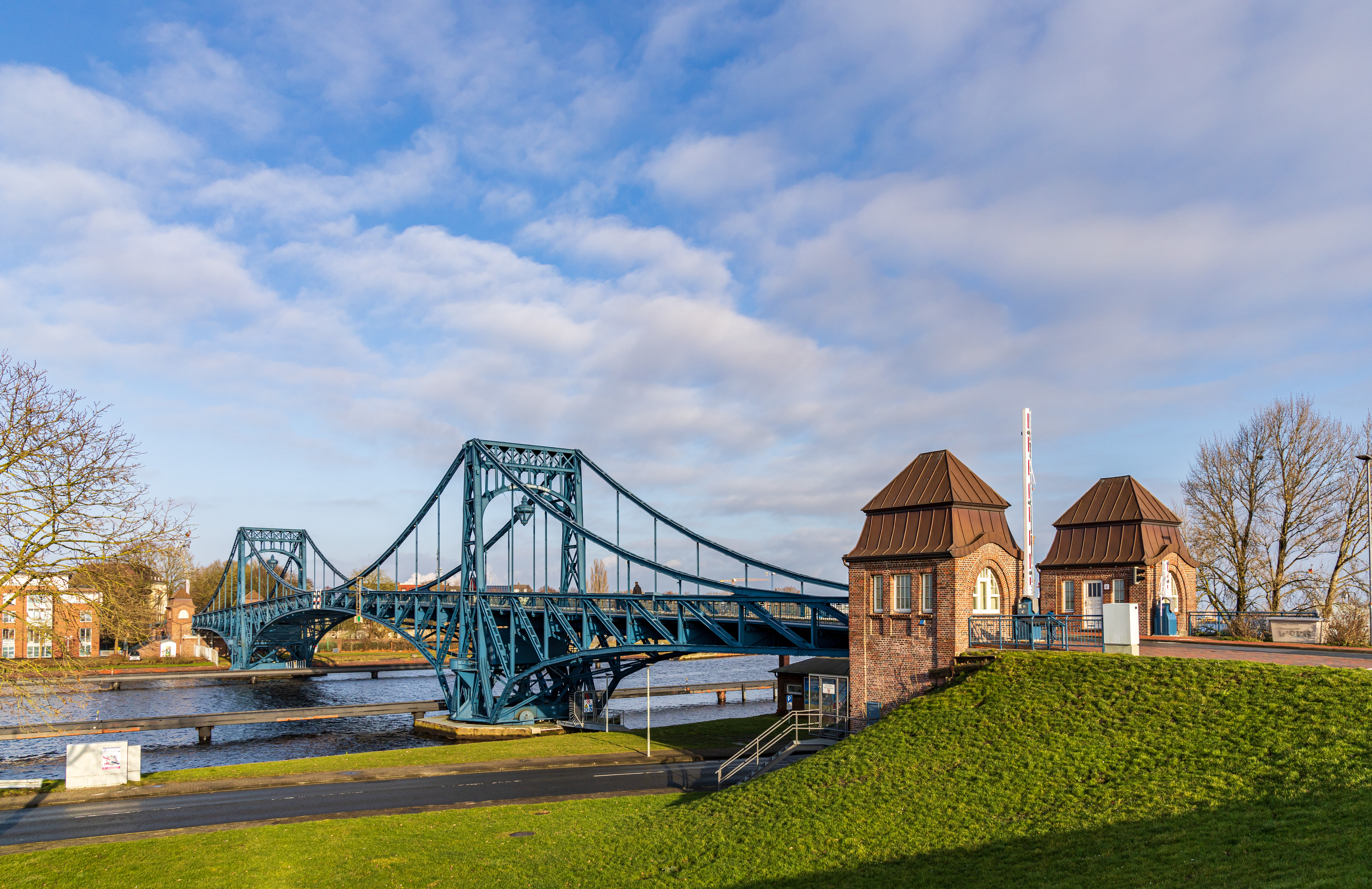
Most císaře Viléma

## Partnerská města
- Bydhošť, Polsko, 2006
- Dunfermline, Skotsko, Velká Británie, 1979
- Norfolk, Virginie, USA, 1976
- Vichy, Francie, 1965